# Jan Willem Hees
 (octobre 2018).
Pour les articles homonymes, voir Hees (homonymie).
Jan Willem Hees, né le 18 février 1913 à Hengelo et mort le 12 mai 1989 à Hilversum, est un acteur néerlandais.

## Filmographie
- 1940 : Ergens in Nederland (nl) de Ludwig Berger : L'officier
- 1985 : Pervola, sporen in de sneeuw (nl) de Orlow Seunke : Vader Van Oyen[2]
- 1986 : Abel de Alex van Warmerdam : Le cycliste âgé[3]
- 1986 : Les Gravos de Dick Maas : Opa[4]
- 1989 : Mijn Vader woont in Rio (nl) de Ben Sombogaart : Grafredenaar[5]
- 1990 : De Brug (nl) : Jentje